# Colostethus thorntoni
Colostethus thorntoni är en groddjursart som först beskrevs av Cochran och Coleman J. Goin 1970.  Colostethus thorntoni ingår i släktet Colostethus och familjen pilgiftsgrodor. IUCN kategoriserar arten globalt som otillräckligt studerad. Inga underarter finns listade i Catalogue of Life.